# Fort XX Křelov
Fort XX Křelov je jednou z 22 vybudovaných pevností okolo města Olomouce. Ty se budovaly od konce 18. století do roku 1874.

## Historie
Během třicetileté války byla Olomouc dobyta švédským vojskem generála Torstensona. Znovu pak za války o rakouské dědictví obsadil město pruský král Fridrich II. Marie Terezie tak rozhodla o vytvoření nové bastionové pevnosti podle plánů inženýra Pierra Philippa Bechade de Rochepine, která vznikla mezi lety 1742–1757. Ta se osvědčila už roku 1758, kdy město znovu oblehl Fridrich II., tentokrát neúspěšně. Stavitelé si ale uvědomili některé nedostatky obranného systému, například neopevněné výšiny na okraji města. Olomouc se tak proměnila z bastionové pevnosti na pevnost fortovou. Stavěny byly forty permanentní, tedy zděné, a provizorní.
Fort XX Křelov byl zřízen roku 1854, nejdříve jako provizorní. Následně byl v letech 1854–1858 přeměněn na permanentní podle projektu inženýra Julia von Wurmba. Za prusko-rakouské války byl v roce 1866 doplněn o zemní val s postavením pro dělostřelce. Tehdy tady sloužilo 310 vojáků a osazeno bylo deset děl. Pruské vojsko ale Olomouc obešlo, podobně jako pevnostní město Josefov. Dne 6. července 1877 uhodil do fortu blesk. Ten mohl způsobit zničení, jelikož tehdy byl fort plný výbušnin.
Status pevnosti je Olomouci zrušen 9. března 1886 dekretem císaře Františka Josefa I., který nabyl platnosti 7. listopadu 1888. Forty byly následně využívány rakousko-uherskou a poté i československou armádou ke skladovým účelům. Díky dobrému stavu zachovalosti byl Fort XX 20. dubna 1964 zapsán na seznam státního seznamu kulturních památek. Po invazi do Československa vojsk Varšavské smlouvy, byl v letech 1968-1990 využíván sovětskou armádou. Od roku 2020 je v soukromém vlastnictví firmy Lobster Group a.s., která tady pořádá společenské události a do budoucna plánuje jeho otevření pro veřejnsot.

## Základní popis stavby
Fort má třičtvrtěkruhový půdorys. Ten je obklopený příkopem a valem. V centru se nachází reduit (kasárenský objekt), do kterého se vchází neogotickou branou, po padacím mostě. Kasematy pak sloužily jako sklady a ubytovna mužstva. Celková cena za výstavbu fortu, včetně stavebních úprav, činila 228 000 zlatých.